# Йотчіанграй
Йотчіанграй (*тай. ยอดเชียงราย; 1456/1457 — після 1495) — 10-й володар держави Ланна у 1487—1495 роках.

## Життєпис
Онук володаря Тілокарата, син Бунруанга, намісника Чіанграю. Народився 1456 або 1457 року в Муангной, отримавши ім'я Йот. Замолоду його батька було страчено за наказом діда за підозрою у змові. Йот призначений намісником Чіанграю, від чого став зватися Йотчіанграй. 1487 року спадкував владу.
Загалом продовжив політику попередника, зберігаючи мир зі сусідами, насамперед Аюттхаєю. При цьому став орієнтуватися на імперією Мін, що викликало невдоволення вищої знаті. Також спротив зустрів намір Йотчіанграя призначити названому синові Лук Хо на посаду намісника Пхаяу.
У внутрішній політиці підтримував буддизм, розвиток ремесел, землеробства та посередницької торгівлі. На честь батька наказав побудувати храм в районі Калакіні Муанг на південний захід від Чіангмая.
1495 року зрікся влади на користь сина Кео.